# Men in Black 2: The Series
Men in Black 2: The Series es un videojuego de acción desarrollado por David A. Palmer Productions y publicado por Crave Entertainment para Game Boy Color. Se basa en la serie de televisión animada, Men in Black: The Series, y es una secuela del videojuego del mismo nombre de 1999. Crave Entertainment anunció el juego en marzo de 2000, y lanzado en los Estados Unidos el 30 de julio de 2000.

## Jugabilidad
Men in Black 2: The Series es un juego de plataformas de acción con desplazamiento lateral. El jugador elige jugar como Agente J o Agente K, y debe derrotar a alienígenas y agentes clonados en ocho niveles ambientados en la ciudad de Nueva York. Ambos personajes juegan igual y son diferentes solo en el color de la piel. El jugador puede usar varias armas, incluido el Grillo ruidoso.
El objetivo del jugador en cada nivel es recolectar cuatro pares de lentes de sol de Men in Black. Cinco jefes enemigos aparecen en el juego. El juego ofrece un modo cooperativo en el que hasta siete personas más pueden turnarse para jugar usando una sola consola Game Boy Color. Durante el modo cooperativo, el jugador recibe un total de 40 vidas. Se le da al jugador una contraseña de cuatro dígitos después de que finaliza cada nivel.

## Recepción
Tim Tracey de GameSpot elogió las animaciones de los personajes pero criticó la cámara lenta del juego y escribió: "Si bien el juego puede tener varios defectos evidentes, termina siendo un título de Game Boy Color tolerable". Tracey señaló que si bien "muchos jugadores experimentados" pueden encontrar el juego demasiado fácil, "este título es adecuado para un público más joven, que probablemente encontrará la franquicia más interesante de todos modos".
Marc Nix de IGN criticó a los personajes por su falta de habilidades únicas y escribió: "Coleccionar cuatro pares de gafas de sol en cada nivel, como es la fuerza motriz en Men In Black 2, no es razón suficiente para mí, incluso para levantarse de la cama". La revista británica Total Game Boy criticó los gráficos, la jugabilidad repetitiva y la dificultad. Scott Steinberg de Gamecenter también lo encontró difícil y lo consideró un juego de plataformas promedio.
Nick Woods de AllGame calificó la secuela como "uno de los mejores juegos de acción de desplazamiento lateral en Game Boy Color" y elogió las animaciones de los personajes. Sin embargo, Woods opinó que el juego era "mucho más difícil de lo que debería ser" y que "Hubiera sido bueno si los personajes tuvieran movimientos especiales únicos; esto los habría distinguido entre sí. Si bien los personajes son algo decepcionantes, la jugabilidad es muy entretenida".